# Wilkesboro (Észak-Karolina)
Wilkesboro város az USA Észak-Karolina állam Wilkes megyéjében, melynek megyeszékhelye is. Lakosainak száma 3687 fő (2020. április 1.).

## Népesség
A település népességének változása:
| Lakosok száma | 200  | 3413 | 3687 |
|               | 1880 | 2010 | 2020 |